# Giải đua ô tô Công thức 1 Úc 2012
Giải đua ô tô Công thức 1 Úc 2012 (tên chính thức là 2012 Formula 1 Qantas Australian Grand Prix) được tổ chức tại trường đua Albert Park ở Melbourne vào ngày 18 tháng 3 và là chặng đua đầu tiên của giải đua xe Công thức 1 2012.

## Bối cảnh
Với sự trở lại của Kimi Räikkönen, sáu tay đua có ít nhất một chức vô địch tranh tài trong mùa giải này, những tay đua đó là Michael Schumacher, Fernando Alonso, Lewis Hamilton, Jenson Button và Sebastian Vettel. Họ đều là những nhà vô địch thế giới kể từ năm 2000.
Ba đội đã thay đổi tên đội của họ trong mùa giải này: Renault tham gia năm 2012 với tư cách là Lotus F1 Team. Lotus trở thành Caterham F1 Team và Virgin trở thành Marussia F1 Team.
Renault đã thay thế Cosworth làm nhà cung cấp động cơ cho Williams. Williams đã đạt được chức vô địch các đội đua lần cuối cùng vào năm 1997 với động cơ Renault.
Charles Pic (Marussia) và Jean-Éric Vergne (Toro Rosso) chính thức tham gia chặng đua Công thức 1 đầu tiên của họ. Romain Grosjean (Lotus), Nico Hülkenberg (Force India), Narain Karthikeyan (HRT), Kimi Räikkönen (Lotus) và Pedro de la Rosa (HRT) trở lại Công thức 1. Vitaly Petrov (Caterham), Daniel Ricciardo (Toro Rosso) và Bruno Senna (Williams) lần đầu tiên bắt đầu cho đội mới của họ. Lần đầu tiên kể từ giải đua ô tô Công thức 1 Đức 1973, không có tay đua người Ý nào tham gia Công thức 1.
"Trục F thụ động" của chiếc Mercedes F1 W03 đã được ban quản lý cuộc đua đánh giá là hợp pháp trong quá trình kiểm tra kỹ thuật vào thứ năm trước cuộc đua. Các đội Red Bull và Lotus đã thông báo với Charlie Whiting rằng họ sẽ gửi đơn phản đối nhưng trong trường hợp này, Tòa án phúc thẩm quốc tế của FIA dã giải quyết vấn đề về tính hợp pháp sau đó. Sau cuộc đua, cả Lotus và Red Bull đều quyết định không phản đối.

## Tường thuật

### Buổi tập
Trong buổi tập đầu tiên, Jenson Button lập thời gian nhanh nhất trước người đồng đội McLaren Lewis Hamilton và Michael Schumacher. Ban đầu, buổi tập này diễn ra trong điều kiện ẩm ướt nhưng đường đua khô sau đó và các tay đua cuối cùng sử dụng lốp khô. Những chiếc xe đua HRT F112 và Marussia MR01 lần đầu tiên được sử dụng trong buổi tập Công thức 1 chính thức. HRT F112 của de la Rosa được rút lui ngay trước khi bắt đầu buổi thực hành đầu tiên vì chiếc xe đua đó chưa hoàn thiện. Đồng đội của anh, Narain Karthikeyan bỏ cuộc sau ba vòng vì sự cố kỹ thuật.
Buổi tập thứ 2 cũng bắt đầu với thời tiết khá ướt át. Về cuối, mặt đường đua cạn kiệt và các tay đua lập thời gian nhanh nhất với lốp khô. Schumacher lập thời gian vòng đua nhanh nhất trước Nico Hülkenberg và Sergio Pérez. Tất cả các tay đua đều lập thời gian theo quy tắc 107% ngoại trừ các tay đua của HRT.
Trong buổi tập thứ ba, Hamilton lập thời gian nhanh nhất trước Grosjean và Mark Webber. Tất cả các tay đua đều lập thời gian theo quy tắc 107 phần trăm ngoại trừ các tay đua của HRT.

### Vòng phân hạng
Trong phần đầu tiên của vòng phân hạng (Q1), Kamui Kobayashi lập thời gian nhanh nhất trước Jean-Éric Vergne và Romain Grosjean. Cả hai tay đua của HRT đều không thể lập thời gian trong quy tắc 107 phần trăm và do đó không đáp ứng điều kiện tham gia cuộc đua. Ngoài ra, các tay đua của Marussia và Caterham và Kimi Räikkönen bị loại và không thể lọt vào vòng phân hạng phần hai (Q2).
Phần thứ hai bị gián đoạn sau pha mất lái xe của Fernando Alonso. Alonso mất lái khi băng qua đường xuất phát/về đích và vào sỏi tại vòng cua Jones. Nico Rosberg là tay đua nhanh nhất trước Schumacher và Hamilton. Ngoài Alonso, các tay đua của Sauber cũng như Felipe Massa, Paul di Resta, Bruno Senna và Vergne bị loại.
Trong phần cuối cùng của vòng phân hạng, Hamilton giành vị trí pole trước đồng đội Button và Grosjean.
Sau vòng phân hạng, Sauber phải thay hộp số tại chiếc xe của Pérez khiến anh bị tụt 5 bậc. Tiếp theo đó, các tay đua của HRT không đủ điều kiện tham gia cuộc đua nộp đơn lên ban quản lý cuộc đua để xin giấy phép xuất phát đặc biệt nhưng ban quản lý cuộc đua không chấp nhận điều này.

### Cuộc đua chính

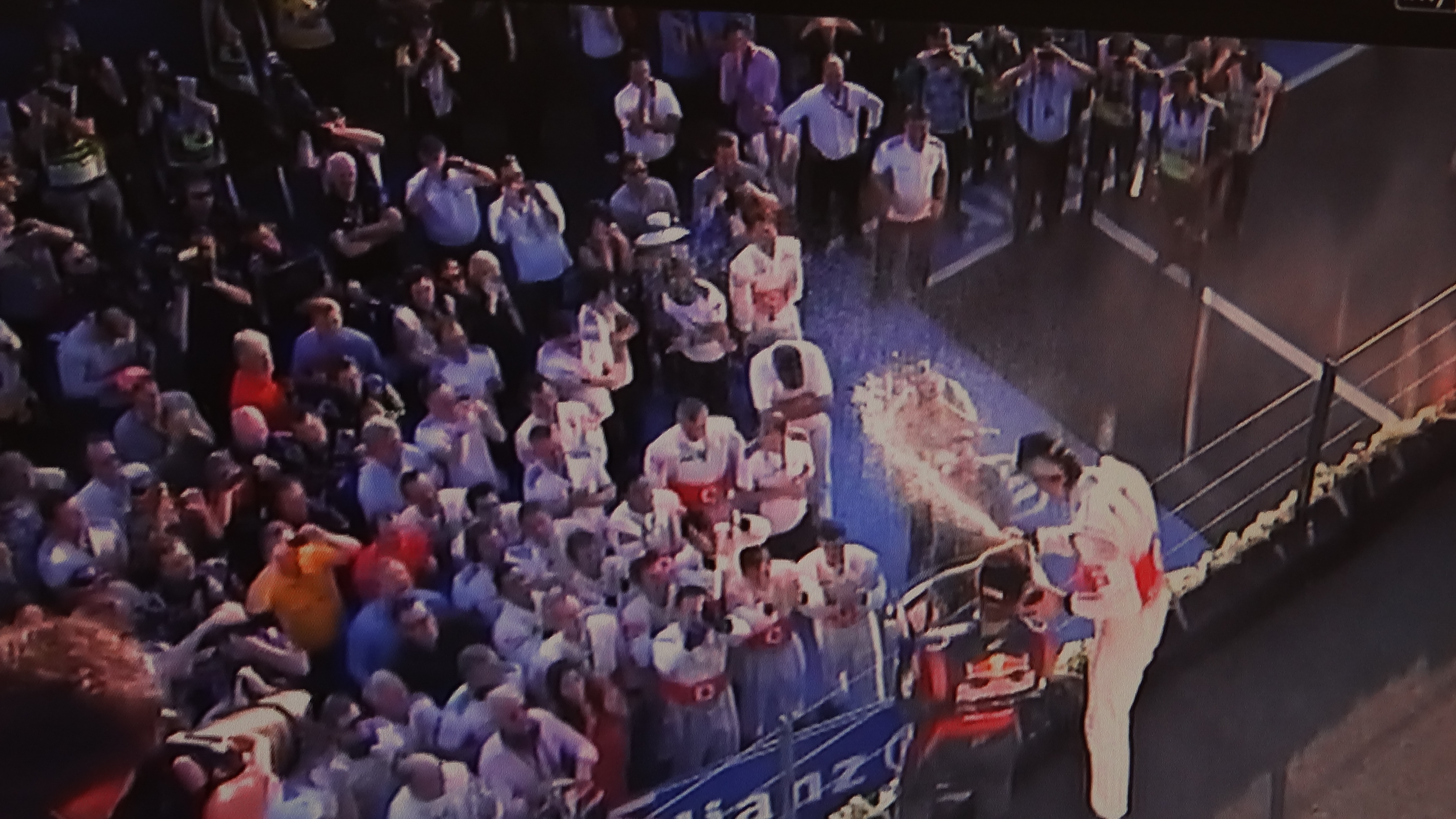
Jenson Button ăn mừng chiến thắng của mình sau khi về đích ở vị trí đầu tiên.

Sau khi cuộc đua bắt đầu, Button dẫn trước Hamilton. Grosjean xuất phát không tốt và tụt xuống một số vị trí ở vòng đầu tiên. Mặt khác, cả hai tay đua của Ferrari là Alonso và Massa xuất phát thuận lợi từ những vị trí phía sau. Sau đó, cả Hülkenberg, Ricciardo và Senna va chạm với nhau. Trong khi Ricciardo và Senna có thể tiếp tục đua, Hülkenberg buộc phải bỏ cuộc. Một vòng sau, Pastor Maldonado và Grosjean tranh đấu với nhau và tại hai vòng cua nhanh 11-12, Maldonado cố gắng vượt lên nhưng Grosjean nhất quyết bảo vệ vị trí của mình. Cả hai chạm vào nhau và hệ thống treo của lốp xe trước của Grosjean bị hỏng. Do vậy, anh buộc phải bỏ cuộc.
Trong khi các tay đua của McLaren đang dẫn đầu thì Vettel vẫn tiếp tục leo lên vài vị trí. Đầu tiên, anh vượt qua Rosberg và sau đó đuổi kịp người xếp thứ ba là Schumacher. Ở vòng 11, Schumacher phải bỏ cuộc vì vấn đề về hộp số. Ngay sau đó, giai đoạn đổi lốp đầu tiên bắt đầu với các tay đua lựa chọn các chiến lược khác nhau. Trong phần đầu tiên của cuộc đua, hầu hết các phi công bắt đầu với hợp chất lốp mềm. Các tay đua McLaren dẫn đầu cũng như Alonso và Webber chuyển sang bộ lốp cứng trong khi Rosberg và Vettel chọn bộ lốp mềm. Trong khi đó, Pérez, người xuất phát ở vị trí cuối cùng, đứng ở vị trí thứ hai. Lúc đầu, anh quyết định sử dụng hợp chất lốp cứng và chưa đổi lốp vào thời điểm đó. Tuy nhiên, anh không giữ được vị trí đó lâu và bị Hamilton, Vettel, Alonso và Rosberg vượt qua. Cuối cùng thì anh ấy chuyển sang bộ lốp mềm hơn và đó là lần đổi lốp duy nhất của anh.
Tiếp theo đó, Massa bắt đầu giai đoạn dừng pit dành cho những tay đua muốn đổi lốp lần thứ hai. Sau khi Button và Hamilton đổi lốp, xe an toàn xuất hiện do Petrov bị mắc kẹt do sự cố kỹ thuật. Xe an toàn đã phải được triển khai để trục vớt chiếc xe. Trong thời gian xe an toàn, tất cả các tay đua đổi lốp cuối cùng. Sau khi xe an toàn đi vào làn pit trở lại, Button dẫn trước Vettel, Hamilton, Webber, Alonso, Maldonado, Pérez, Rosberg, Räikkönen và Kobayashi. Trước khi cuộc đua được bắt đầu lại, đồng đội của Petrov ở Caterham là Kovalainen phải bỏ cuộc tại làn pit vì sự cố kỹ thuật.
Trong khi các vị trí ở phía trước không thay đổi, Senna và Massa va chạm với nhau ở những vị trí cuối cùng và cả hai phải bỏ cuộc đua trong làn pit. Ở giai đoạn cuối cùng của cuộc đua, Button dẫn trước Vettel vài giây. Alonso và Maldonado lái xe rất gần nhau nhưng Maldonado đã không thể vượt lên. Ngay sau đó, Maldonado mắc lỗi và đâm ở đoạn cua Lauda và phải bỏ cuộc.
Button giành chiến thắng cuộc đua này trước Vettel, Hamilton, Webber và Alonso. Kobayashi đứng thứ sáu trước Räikkönen, Pérez, Ricciardo và di Resta. Ricciardo ghi điểm đầu tiên trong cuộc đua đầu tiên trong sự nghiệp Công thức 1 của mình với Toro Rosso. Đồng đội của anh, Vergne, gần như có thể làm được điều tương tự nhưng để mất vị trí thứ 10 ở vòng cua cuối cùng vào tay di Resta ở vòng cua cuối cùng.

## Kết quả

### Vòng phân hạng
| Vị trí                   | Số xe | Tay đua            | Đội đua              | Q1       | Q2                  | Q3                  | Vị trí xuất phát |
| ------------------------ | ----- | ------------------ | -------------------- | -------- | ------------------- | ------------------- | ---------------- |
| 1                        | 4     | Lewis Hamilton     | McLaren-Mercedes     | 1:26.800 | 1:25.626            | 1:24.922            | 1                |
| 2                        | 3     | Jenson Button      | McLaren-Mercedes     | 1:26.832 | 1:25.663            | 1:25.074            | 2                |
| 3                        | 10    | Romain Grosjean    | Lotus-Renault        | 1:26.498 | 1:25.845            | 1:25.302            | 3                |
| 4                        | 7     | Michael Schumacher | Mercedes             | 1:26.586 | 1:25.571            | 1:25.336            | 4                |
| 5                        | 2     | Mark Webber        | Red Bull-Renault     | 1:27.117 | 1:26.297            | 1:25.651            | 5                |
| 6                        | 1     | Sebastian Vettel   | Red Bull-Renault     | 1:26.773 | 1:25.982            | 1:25.668            | 6                |
| 7                        | 8     | Nico Rosberg       | Mercedes             | 1:26.763 | 1:25.469            | 1:25.686            | 7                |
| 8                        | 18    | Pastor Maldonado   | Williams-Renault     | 1:26.803 | 1:26.206            | 1:25.908            | 8                |
| 9                        | 12    | Nico Hülkenberg    | Force India-Mercedes | 1:27.464 | 1:26.314            | 1:26.451            | 9                |
| 10                       | 16    | Daniel Ricciardo   | Toro Rosso-Ferrari   | 1:27.024 | 1:26.319            | Không lập thời gian | 10               |
| 11                       | 17    | Jean-Éric Vergne   | Toro Rosso-Ferrari   | 1:26.493 | 1:26.429            |                     | 11               |
| 12                       | 5     | Fernando Alonso    | Ferrari              | 1:26.688 | 1:26.494            |                     | 12               |
| 13                       | 14    | Kamui Kobayashi    | Sauber-Ferrari       | 1:26.182 | 1:26.590            |                     | 13               |
| 14                       | 19    | Bruno Senna        | Williams-Renault     | 1:27.004 | 1:26.663            |                     | 14               |
| 15                       | 11    | Paul di Resta      | Force India-Mercedes | 1:27.469 | 1:27.086            |                     | 15               |
| 16                       | 6     | Felipe Massa       | Ferrari              | 1:27.633 | 1:27.497            |                     | 16               |
| 17                       | 15    | Sergio Pérez       | Sauber-Ferrari       | 1:26.596 | Không lập thời gian |                     | 221              |
| 18                       | 9     | Kimi Räikkönen     | Lotus-Renault        | 1:27.758 |                     |                     | 17               |
| 19                       | 20    | Heikki Kovalainen  | Caterham-Renault     | 1:28.679 |                     |                     | 18               |
| 20                       | 21    | Vitaly Petrov      | Caterham-Renault     | 1:29.018 |                     |                     | 19               |
| 21                       | 24    | Timo Glock         | Marussia-Cosworth    | 1:30.923 |                     |                     | 20               |
| 22                       | 25    | Charles Pic        | Marussia-Cosworth    | 1:31.670 |                     |                     | 21               |
| Thời gian 107%: 1:32.214 |       |                    |                      |          |                     |                     |                  |
| —                        | 22    | Pedro de la Rosa   | HRT-Cosworth         | 1:33.495 |                     |                     | DNQ2             |
| —                        | 23    | Narain Karthikeyan | HRT-Cosworth         | 1:33.643 |                     |                     | DNQ2             |

Chú thích
- ^1  — Sergio Pérez bị tụt năm bậc do thay đổi động cơ.
- ^2  — Pedro de la Rosa và Narain Karthikeyan không lập được thời gianh trong khoảng 107% của thời gian nhanh nhất trong vòng phân hạng phần thứ nhất (Q1). Do vậy, cả hai không tham gia được cuộc đua chính.

### Cuộc đua chính
| Vị trí  | Số xe | Tay đua            | Đội đua              | Số vòng | Thời gian/Bỏ cuộc | Vị trí xuất phát | Số điểm |
| ------- | ----- | ------------------ | -------------------- | ------- | ----------------- | ---------------- | ------- |
| 1       | 3     | Jenson Button      | McLaren-Mercedes     | 58      | 1:34:09.565       | 2                | 25      |
| 2       | 1     | Sebastian Vettel   | Red Bull-Renault     | 58      | +2.139            | 6                | 18      |
| 3       | 4     | Lewis Hamilton     | McLaren-Mercedes     | 58      | +4.075            | 1                | 15      |
| 4       | 2     | Mark Webber        | Red Bull-Renault     | 58      | +4.547            | 5                | 12      |
| 5       | 5     | Fernando Alonso    | Ferrari              | 58      | +21.565           | 12               | 10      |
| 6       | 14    | Kamui Kobayashi    | Sauber-Ferrari       | 58      | +36.766           | 13               | 8       |
| 7       | 9     | Kimi Räikkönen     | Lotus-Renault        | 58      | +38.014           | 17               | 6       |
| 8       | 15    | Sergio Pérez       | Sauber-Ferrari       | 58      | +39.458           | 22               | 4       |
| 9       | 16    | Daniel Ricciardo   | Toro Rosso-Ferrari   | 58      | +39.556           | 10               | 2       |
| 10      | 11    | Paul di Resta      | Force India-Mercedes | 58      | +39.737           | 15               | 1       |
| 11      | 17    | Jean-Éric Vergne   | Toro Rosso-Ferrari   | 58      | +39.848           | 11               |         |
| 12      | 8     | Nico Rosberg       | Mercedes             | 58      | +57.642           | 7                |         |
| 13      | 18    | Pastor Maldonado   | Williams-Renault     | 57      | Tai nạn           | 8                |         |
| 14      | 24    | Timo Glock         | Marussia-Cosworth    | 57      | +1 vòng           | 20               |         |
| 15      | 25    | Charles Pic        | Marussia-Cosworth    | 53      | Áp suất dầu       | 21               |         |
| 16      | 19    | Bruno Senna        | Williams-Renault     | 52      | Va chạm           | 14               |         |
| Bỏ cuộc | 6     | Felipe Massa       | Ferrari              | 46      | Va chạm           | 16               |         |
| Bỏ cuộc | 20    | Heikki Kovalainen  | Caterham-Renault     | 38      | Hệ thống treo lốp | 18               |         |
| Bỏ cuộc | 21    | Vitaly Petrov      | Caterham-Renault     | 34      | Hệ thống lái      | 19               |         |
| Bỏ cuộc | 7     | Michael Schumacher | Mercedes             | 10      | Hộp số            | 4                |         |
| Bỏ cuộc | 10    | Romain Grosjean    | Lotus-Renault        | 1       | Va chạm           | 3                |         |
| Bỏ cuộc | 12    | Nico Hülkenberg    | Force India-Mercedes | 0       | Va chạm           | 9                |         |

Chú thích:
- Heikki Kovalainen bị tụt năm bậc ở cuộc đua tiếp theo vì vượt một chiếc xe khác trong điều kiện ô tô an toàn.[8]

## Bảng xếp hạng sau cuộc đua

### Bảng xếp hạng các tay đua
| Vị trí | Tay đua          | Đội đua              | Số điểm |
| ------ | ---------------- | -------------------- | ------- |
| 01     | Jenson Button    | McLaren-Mercedes     | 25      |
| 02     | Sebastian Vettel | Red Bull-Renault     | 18      |
| 03     | Lewis Hamilton   | McLaren-Mercedes     | 15      |
| 04     | Mark Webber      | Red Bull-Renault     | 12      |
| 05     | Fernando Alonso  | Ferrari              | 10      |
| 06     | Kamui Kobayashi  | Sauber-Ferrari       | 8       |
| 07     | Kimi Räikkönen   | Lotus-Renault        | 6       |
| 08     | Sergio Pérez     | Sauber-Ferrari       | 4       |
| 09     | Daniel Ricciardo | Toro Rosso-Ferrari   | 2       |
| 10     | Paul di Resta    | Force India-Mercedes | 1       |

- Lưu ý: Chỉ có mười vị trí đứng đầu được liệt kê trong bảng xếp hạng này.

### Bảng xếp hạng các đội đua
| Vị trí | Đội đua              | Số điểm |
| ------ | -------------------- | ------- |
| 01     | McLaren-Mercedes     | 40      |
| 02     | Red Bull-Renault     | 30      |
| 03     | Sauber-Ferrari       | 12      |
| 04     | Ferrari              | 10      |
| 05     | Lotus-Renault        | 6       |
| 06     | Toro Rosso-Ferrari   | 2       |
| 07     | Force India-Mercedes | 1       |
| 08     | Mercedes             | 0       |
| 09     | Williams-Renault     | 0       |
| 10     | Marussia-Cosworth    | 0       |
| 11     | Caterham-Renault     | 0       |
| 12     | HRT-Cosworth         | 0       |